# Republik Zoutpansberg
Die Republik Zoutpansberg (niederländisch Republiek Zoutpansberg) war eine Burenrepublik im äußersten Norden der heutigen südafrikanischen Provinz Limpopo. Die Republik wurde im Jahre 1849 durch den Voortrekker Andries Hendrik Potgieter gegründet und nach der gleichnamigen Bergkette benannt.
Von 1854 bis 1858 diente Stephanus Schoeman als General in Zoutpansberg. Der Hauptort Zoutpansbergdorp wurde später umbenannt in Schoemansdal, aber 1867 nach einer Evakuierung endgültig aufgegeben, nachdem Venda das Dorf angegriffen hatten. Im Jahr 1858 wurde die Republik nach Verhandlungen zwischen Schoeman und Marthinus Wessel Pretorius der Südafrikanischen Republik (Transvaal) eingegliedert.
Ein nördlicher Teil der heutigen südafrikanischen Provinz Limpopo ist weiterhin als Soutpansberg bekannt, ein Wort aus dem Niederländischen, was etwa „Salzsee-Gebirge“ bedeutet und sich auf Salzpfannen am Westrand des Gebirges bezieht.